# Локана
Лока̀на (на италиански: Locana; на пиемонтски: Locan-a, Локан-а, на окситански: Locënna Локъна) е село и община в Метрополен град Торино, регион Пиемонт, Северна Италия. Разположено е на 613 m надморска височина. Към 1 януари 2020 г. населението на общината е 1427 души, от които 59 са чужди граждани.